# It's Christmas Time Again
«It's Christmas Time Again»  es una canción de Navidad del grupo Backstreet Boys. La canción fue escrita por Nick Carter, Howie Dorough miembros de la banda junto con Mika Guillory y Morgan Taylor Reid a comienzos de octubre de 2012. Se trata de la primera canción de los Backstreet Boys que cuenta con la voz de Kevin Richardson después seis años ya que Richardson dejó el grupo en 2006 y se reincorporó en 2012.
Un adelanto de "It's Christmas Time Again" fue publicada en el sitio web oficial del grupo el 1 de noviembre de 2012 y en AOL Music se estrenó la canción completa, el 5 de noviembre de 2012.  El sencillo fue lanzado digitalmente el 6 de noviembre de 2012. Los Backstreet Boys interpretaron la canción en público por primera vez el 4 de noviembre de 2012 en los Parques de Disney Christmas en Disneyland, California la cual fue grabada. El 14 de noviembre de 2012, el grupo debutó con la canción en la televisión nacional en el programa The Talk y el 19 de diciembre de 2012 interpretó la canción en el programa Late Night with Jimmy Fallon.

## Antecedentes
Los Backstreet Boys habían estado trabajando en su octavo álbum de estudio desde mediados de 2012 y originalmente pretendían lanzarlo antes de que finalizase el año,  pero luego retrasaron el lanzamiento del sencillo a principios de 2013. [7] Al llegarles la oportunidad de actuar en los Parques Disney Christmas Day Parade, les dio la opción de cantar su canción anterior de Navidad "Christmas Time" original o de un clásico, pero ellos pensaron en escribir una nueva canción de Navidad que serviría como un regalo a sus fanes mientras esperaban el nuevo álbum. Dorough y Carter escribieron la canción a principios de octubre de 2012 alrededor de dos horas: en una semana tuvieron la canción, y esta fue aprobada y grabada por lo demás miembros de Backstreet Boys. Luego se la presentaron a Disney Company, que la aprobó rápidamente.

## Críticas
ARTISTdirect dio a la canción una opinión positiva y le dio un puntaje 5 de 5 estrellas, dijo que la canción es como un «himno intemporal de la Navidad» con una guitarra acústica suave, campanas resonantes y el aumento de las armonías de cinco partes. Entertainment Weekly también dio a la canción una crítica positiva, señalando que tiene una melodía pegadiza, con un poco de "golpe boy band " y una armonía de cinco partes.

## Posicionamiento
| Listas (2012)                         | Posición máxima |
| ------------------------------------- | --------------- |
| U.S (Billboard Holiday Digital Songs) | 1               |

## Vídeo musical
El vídeo musical de esta canción es animado: estrenado por ARTISTdirect el 15 de noviembre de 2012, cuenta con los integrantes del grupo como personajes de dibujos animados y sigue la historia de una pareja que envejece junta y cómo pasa su Navidad a lo largo de los años.
- Datos: Q13488356